# NGC 6364
NGC 6364 (również PGC 60228 lub UGC 10835) – galaktyka soczewkowata (S0), znajdująca się w gwiazdozbiorze Herkulesa. Odkrył ją Auguste Voigt w czerwcu 1865 roku. Niezależnie odkryli ją Truman Safford 5 września 1866 roku i Édouard Jean-Marie Stephan 21 lipca 1879 roku.